# Monstera adansonii
Espèce
Classification phylogénétique
Monstera adansonii est une espèce de plantes à fleurs du genre Monstera et de la famille des Aracées. On la surnomme la plante fromage Suisse en raison des trous dans ses feuilles. Elle a été nommée en l'honneur de Michel Adanson par Heinrich Wilhelm Schott en 1830.

## Caractéristiques
Cette liane est une plante vivace grimpante qui possède des feuilles perforées, ovales ou elliptiques, de 19 cm à 55 cm de longueur et de 8 cm à 28 cm de largeur, au bout aigu. Leur base est tronquée ou cunéiforme. Son pétiole, qui mesure de 10 cm à 45 cm, est glabre.
Ses fleurs bisexuées, de couleur jaunâtre, sont groupées en spadices axillaires et cylindriques, mesurant de 4,5 cm à 18 cm, pour un diamètre au maximum de 2 cm. Les spadices possèdent une spathe convolutée mesurant de 10 cm à 28 cm à l'apex acuminé et blanchâtre.

## Taxonomie et classification
Synonymes:
- Dracontium pertusum,
- Monstera pertusa

## Écologie
On rencontre Monstera adansonii dans les forêts humides de l'Amérique néotropicale du Mexique, jusqu'au Brésil, ainsi qu'aux Antilles. Elle croît jusqu'à 1 000 mètres d'altitude.

## Horticulture[3],[4]
Cette espèce de Monstera est apprécié pour la beauté de ses feuilles et pour sa robustesse. 

### Luminosité
La monstera adansonii aime les environnements lumineux sans soleil direct. Elle peut cependant survivre dans des pièces moins lumineuses, mais sa croissance sera ralentie. Attention tout de même à ne pas la mettre au soleil direct trop longtemps, cela risque de brûler ou dessécher les feuilles. 

### Température
La température minimum d'élevage est de 15°C ce qui en fait une plante parfaitement adaptée aux climats méditerranéens. 
En tant que plante tropicale, monstera adansonii se plait au chaud, dans une serre par exemple. 

### Arrosage
Le Monstera Adansonii se plaît particulièrement dans les environnements humides. C’est une plante assez résistante à l’excès d’eau. Le terreau doit rester assez humide, mais ne doit pas être détrempé au risque de faire pourrir les racines. Il est conseillé de les arroser une fois par semaine en été et une fois toutes les 2 à trois semaines en hiver. Brumiser ses feuilles peut aussi contribuer à l'hydrater.

### Terreau
Cette plante apprécie le terreau léger dans lequel ses racines peuvent croitre. Il est conseillé de mélanger 2/3 de terreau avec 1/3 de perlite. Il ne faut pas oublier de placer des billes d'argile au fond du pot pour permettre le drainage de l'eau et éviter que les racines ne pourrissent.

### Croissance
Il est conseillé de placer un tuteur pour que la plante puisse s'accrocher et grandir avec de belles et grandes feuilles. Le risque de laisser la plante pendre dans le vide est d'observer une diminution de la taille des feuilles. En effet, toute l'énergie de la plante va être dirigée vers la recherche d'un support et la croissance des feuilles va être mise au second plan. 

### Bouture
Le bouturage du Monstera Adansonii est très simple. Au printemps, choisir une tige possédant déjà plusieurs nœuds, et couper 1cm en dessous d'un nœud avec une lame affutée et désinfectée. Ensuite, il faut disposer la bouture dans un verre d'eau, sans que l'eau ne touche la feuille, simplement le nœud. Les racines vont se développer. Une fois que les racines auront atteint une dizaine de cm, vous pouvez les rempoter dans de la terre. 